# Voetbalkampioenschap van Midden-Elbe 1908/09
In 1908/09 werd het vierde voetbalkampioenschap van Midden-Elbe gespeeld, dat georganiseerd werd door de Midden-Duitse voetbalbond. Magdeburger FC Viktoria 1896 werd kampioen en plaatste zich voor de Midden-Duitse eindronde. De club verloor meteen van Hallescher FC 1896. 

## 1. Klasse
| Plaats | Club                                 | Wed. | W | G | V | Saldo | Ptn. |
| ------ | ------------------------------------ | ---- | - | - | - | ----- | ---- |
| 1.     | Magdeburger FC Viktoria 1896         | 8    | 7 | 1 | 0 | 51:13 | 15:1 |
| 2.     | FuCC Cricket-Viktoria 1897 Magdeburg | 8    | 5 | 1 | 2 | 41:12 | 11:5 |
| 3.     | Magdeburger SC 1900                  | 8    | 3 | 1 | 4 | 21:29 | 7:9  |
| 4.     | Magdeburger SC Germania 1898         | 8    | 2 | 1 | 5 | 18:26 | 5:11 |
| 5.     | FC Weitstoß 1898 Magdeburg           | 8    | 1 | 0 | 7 | 11:62 | 2:14 |

|  | Kampioen, geplaatst voor Midden-Duitse eindronde |
|  | Deelname promotie-degradatie play-off            |

## Promotie-degradatie play-off
|              |                            |              |                    |  |
| 13 juni 1909 | FC Weitstoß 1898 Magdeburg | 2 – 3 (n.v.) | FC Preußen 02 Burg |  |
| 13 juni 1909 |                            |              |                    |  |

Aanvankelijk zou Weitstoß degraderen, maar de bond besliste om de competitie met één club uit te breiden waardoor Weitstoß in de 1. Klasse bleef. 